# Eisenbahnunfall von Rauzagaon
Der Eisenbahnunfall von Rauzagaon war ein Bombenanschlag auf einen Zug am 14. August 2000 im Bahnhof Rauzagaon in Indien, bei dem elf Menschen starben.

## Ausgangslage
Der Bahnhof Rauzagaon liegt an der Strecke zwischen Ayodhya und Lucknow in Uttar Pradesh.
Der verspätete Muzzaffarpur–Ahmedabad Sabarmati Express (Zugnummer 9166) hielt hier. Der Zug war mit zahlreichen Wanderarbeitern besetzt, die von Bihar nach Gujarat unterwegs waren.

## Unfallhergang
Bereits in Faizabad hatten Mitglieder des Students Islamic Movement of India (SIMI) die Bombe mit Zeitzünder im Zug platziert und so eingestellt, dass sie in Lucknow explodiert wäre. Durch die Verspätung geschah das aber bereits in dem kleinen Bahnhof Rauzagaon.

## Folgen
11 Menschen starben, weitere 33 wurden verletzt, überwiegend Wanderarbeiter.